# Neoitamus lascus
Neoitamus lascus là một loài ruồi trong họ Asilidae. Neoitamus lascus được Walker miêu tả năm 1849. Loài này phân bố ở miền Australasia.